# Saxman Totem Park
Der Saxman Totem Park ist ein öffentlicher Park in der Ortschaft Saxman auf Revillagigedo Island in Alaska. Er wurde während der 1930er Jahre durch das Civilian Conservation Corps geschaffen. Im Park sind Totempfähle ausgestellt, von denen viele aus verlassenen Siedlungen der Tlingit stammen. Der Saxman Totem Park wird als Historic District im National Register of Historic Places geführt.

## Park
Im Saxman Totem Park stehen Totempfähle der Tlingit aus den verlassenen Siedlungen Old Tongass, Cat Island, Village Island, Pennock Island und Cape Fox Village. Zwei aus Tongass stammende Totempfähle bilden neben Tierwesen aus der Mythologie der Tlingit auch Personen des damaligen Zeitgeschehens mit Abraham Lincoln und William H. Seward ab.

## Geschichte
Der Saxman Totem Park geht auf Arbeitsbeschaffung durch das Civilian Conservation Corps zurück. In diesem Fall restaurierten einheimische Kunsthandwerker Totempfähle der Tlingit oder reproduzierten diese, wenn sie nicht mehr zu retten waren.
Der Saxman Totem Park ist seit dem 7. August 1979 als Historic District im National Register of Historic Places verzeichnet.